# Cryptops bottegii
Cryptops bottegii är en mångfotingart som beskrevs av Filippo Silvestri 1897. Cryptops bottegii ingår i släktet Cryptops och familjen Cryptopidae.
Artens utbredningsområde är:
- Somalia.
- Tanzania.

## Underarter
Arten delas in i följande underarter:
- C. b. kenyae
- C. b. bottegii